# Frauches
Rodrigo Frauches De Souza Santos (São João de Meriti, 28 settembre 1992) è un ex calciatore brasiliano, di ruolo difensore.

## Carriera
Nel 2011 con la Nazionale Under-20 ha preso parte al vittorioso Campionato mondiale senza scendere in campo.

## Palmarès

### Nazionale

#### Competizioni giovanili
- Campionato mondiale Under-20: 1

Colombia 2011